# Жозеф Франсоа Диплекс
Жозеф Диплекс (1. јануар 1697 – 10. новембар 1763) је био француски колонизатор, гувернер француске Индије и један од највећих противника Роберта Клајва.

## Биографија
Као гувернер Шандернагора, стекао је огромно богатство којим је финансирао Француску источноиндијску компанију. Без имало скрупула, тежио је да доминацијом над индијским кнежевима овлада читавом Индијом. Погазивши уговор који је француски адмирал Бертранд Ла Бурдоне склопио са Мадраским саветом, године 1746. потпуно пљачка град. Енергично се у периоду од 1750. до 1754. године супротстављао британској колонијалној експанзији у Источној Индији (Карнатски ратови). Није успео да оствари своје колонизаторске амбиције због недовољне помоћи метрополе. Француска влада га је опозвала бојећи се ширењем конфликта са Британијом.